# Taikareformerna
Taikareformerna (japanska たいかの改新 taika no kaishin) var en serie politiska reformer i Japan. De genomfördes efter att prins Nakano Oe och Nakatomi Kamatari avlägsnat Sogaklanen från makten 645.
Reformerna skapade ett politiskt system med den kinesiska Tangdynastin som förebild. En ny byråkrati endast underställd kejsaren skapades, där ministrar ledda av en dai-daijin (rikskansler) skötte centralregeringen, och kejserliga ståthållare, som tillfredsställdes med stora landområden till sin försörjning, förvaltade provinserna.
Systemet med nengo, en sammanfattande beteckning för ett antal år som ska döpas efter stora händelser eller en styrelsegrundsats, inleddes också. Den första av dessa som varade mellan 645 och 649 gavs namnet Taika (stor omdaning), och har också givit namn åt reformerna. Ett av målen med reformerna var att hävda Japans självständighet och jämlikhet med Tangdynastins Kina.
Grunden lades till ett feodalsystem och principen med himmelns mandat liksom seden att flytta huvudstaden varje gång en kejsare avlidit etablerades. En annan aspekt av taikareformerna var införandet av ett rusthållssystem.[källa behövs]